# Use Your Illusion Tour

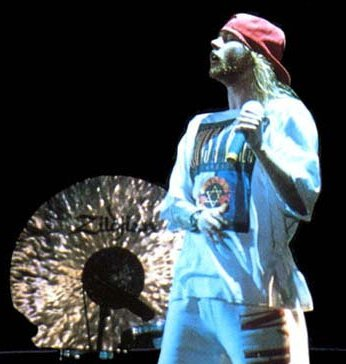
Axl Rose podczas koncertu w Izraelu, 22 maja 1993

Use Your Illusion Tour – druga trasa koncertowa zespołu Guns N’ Roses, która trwała od 1991 do 1993 roku; obejmująca 194 koncerty.
W 1991 roku zespół dał dwa koncerty w Brazylii, 49 w Ameryce Północnej i siedem w Europie; w 1992 roku – dwa koncerty w Meksyku, 18 w Europie i 41 w Ameryce Północnej, w 1993 roku – po trzy koncerty w Japonii i Australii, 28 w Ameryce Północnej, 24 w Europie i dwa w Ameryce Południowej.

## Program koncertów według albumów
Appetite for Destruction – Welcome To The Jungle, It’s So Easy, Nightrain, Out ta Get Me, Mr. Brownstone, Paradise City, My Michelle, Sweet Child O’Mine, You’re Crazy, Rocket Queen
G N’ R Lies – Reckless Life, Nice Boys, Move To The City, Mama Kin, Patience, Used Love To Her, You’re Crazy (w wersji akustycznej)
Use Your Illusion I – Right Next Door to Hell, Dust N'Bones, Live And Let Die, Don’t Cry, Perfect Crime, You Ain’t The First, Bad Obsession, Double Talkin' Jive, November Rain, The Garden, Garden Of Eden, Bad Apples, Dead Horse, Coma
Use Your Illusion II – Civil War, 14 Years, Yesterdays, Knockin' On Heaven’s Door, Breakdown, Pretty Tied Up, Locomotive, So Fine, Estranged, You Could Be Mine, Don’t Cry
The Spaghetti Incident? – Since I Don’t Have You, Attitude
Pozostałe utwory, grane nieregularnie: – It’s Alright (cover Black Sabbath), Dust In The Wind (cover Todda Rundgrena), Theme from „The Godfather” (cover Nino Roty), Wild Horses (cover The Rolling Stones), Dead Flowers (cover The Rolling Stones), Imagine (cover Johna Lennona), It Tastes Good, Don't It?, I Was Only Joking (cover Roda Stewarta), Only Women Bleed (cover Alice Coopera), Mother (cover Pink Floyd)

## Koncerty w 1991

### Brazylia
- 20 i 23 stycznia – Rio de Janeiro – Estádio de Maracanã

### Ameryka Północna – część 1
- 9 maja – San Francisco, Kalifornia – Warfield Theatre
- 11 maja – Los Angeles, Kalifornia, USA – Pantages Theatre
- 16 maja – Nowy Jork, Nowy Jork – The Ritz
- 24 i 25 maja – East Troy, Wisconsin, USA – Alpine Valley Music Theatre
- 28 i 29 maja – Noblesville, Indiana, USA – Deer Creek Music Center
- 1 czerwca – Grove City, Ohio, USA – Capital Music Center
- 2 czerwca – Toledo, Ohio, USA – Toledo Speedway
- 4 i 5 czerwca – Richfield, Ohio, USA – Richfield Coliseum
- 6 czerwca – Toronto, Kanada – CNE Stadium
- 8 czerwca – Toronto, Ontario, USA – CNE Stadium
- 10 czerwca – Saratoga Springs, Nowy Jork, USA – Saratoga Performings Arts Center
- 11 czerwca – Hershey, Pensylwania, USA – Hersheypark Stadium
- 13 czerwca – Filadelfia, Pensylwania, USA – Wachovia Spectrum
- 17 czerwca – Uniondale, Nowy Jork, USA – Nassau Veterans Memorial Coliseum
- 19 i 20 czerwca – Landover, Maryland, USA – Capital Centre
- 22 czerwca – Hampton, Wirginia, USA – Hampton Coliseum
- 23 czerwca – Charlotte, Karolina Północna, USA – Charlotte Coliseum
- 25 czerwca – Greensboro, Karolina Północna, USA – Greensboro Coliseum
- 26 czerwca – Knoxville, Tennessee, USA – Thompson-Bolling Arena
- 29 czerwca – Lexington, Kentucky, USA – Rupp Arena
- 30 czerwca – Birmingham, Alabama, USA – Birmingham Race Course
- 2 lipca – Maryland Heights, Missouri, USA – Riverport Amphiteatre
- 8 i 9 lipca – Dallas, Teksas, USA – Starplex Amphiteatre
- 11 lipca – Denver, Kolorado, USA – McNichols Sports Arena
- 13 lipca – Salt Lake City, Utah, USA – Salt Palace
- 16 i 17 lipca – Tacoma, Waszyngton, USA – Tacoma Dome
- 19 i 20 lipca – Mountain View, Kalifornia, USA – Shoreline Amphiteatre
- 23 lipca – Sacramento, Kalifornia, USA – ARCO Arena
- 25 lipca – Costa Mesa, Kalifornia, USA – Pacific Amphiteatre
- 29 i 30 lipca, 2 i 3 sierpnia – Inglewood, Kalifornia, USA – Great Western Forum

### Europa
- 13 i 14 sierpnia – Helsinki, Finlandia – Helsinki Ice Hall
- 16 i 17 sierpnia – Sztokholm, Szwecja – Globen
- 19 sierpnia – Kopenhaga, Dania – Forum
- 24 sierpnia – Mannheim, Niemcy – Maimarktgelände
- 31 sierpnia – Londyn – Stadion Wembley

17 września ukazał się album Use Your Illusion.

### Ameryka Północna – część 2
- 5 i 6 grudnia – Worcester, Massachusetts, USA – Worcester Centrum Centre
- 9, 10 i 13 grudnia – Nowy Jork, Nowy Jork – Madison Square Garden
- 16 i 17 grudnia – Filadelfia, Pensylwania, Stany Zjednoczone – Wachovia Spectrum
- 28 grudnia – St. Petersburg, Floryda, USA – Suncoast Dome
- 31 grudnia – Miami, Floryda, USA – Joe Robbie Stadium

## Koncerty w 1992

### Ameryka Północna – część 1
- 3 stycznia – Baton Rouge, Luizjana, USA – LSU Assembly Center
- 4 stycznia – Biloxi, Massachusetts, USA – Missisipi Coast Coliseum
- 7 stycznia – Memphis, Tennessee, USA – The Pyramid
- 9 i 10 stycznia – Houston, Teksas, USA – The Summmit
- 13 i 14 stycznia – Dayton, Ohio, USA – Nutter Center
- 21 i 22 stycznia – Minneapolis, Minnesota, USA – Target Center
- 25 stycznia – Las Vegas, Nevada, USA – Thomas & Mack Center
- 27 i 28 stycznia – San Diego, Kalifornia, USA – San Diego Sports Arena
- 31 stycznia i 1 lutego – Chandler, Arizona, USA – Compton Terrace

### Japonia
- 19, 20 i 22 lutego – Tokio, Japonia, Tokyo Dome  (koncert z 22 lutego został sfilmowany i wydany w 2004 r. na DVD jako Live Tokyo)

### Meksyk
- 1 i 2 kwietnia – Meksyk, Meksyk – Palacio de los Deportes

### Ameryka Północna – część 2
- 6 kwietnia – Oklahoma City, Oklahoma, USA – Myriad Arena
- 9 kwietnia – Rosemont, Illinois, USA – Rosemont Horizon

### Europa
- 16 maja – Slane, Irlandia – Slane Castle
- 20 maja – Praga, Czechosłowacja – Stadion Strahov
- 22 maja – Budapeszt, Węgry – Népstadion
- 23 maja – Wiedeń, Austria – Donauinsel Stadium
- 26 maja – Berlin, Niemcy – Stadion Olimpijski w Berlinie
- 28 maja – Stuttgart, Niemcy – Neckarstadion
- 30 maja – Kolonia, Niemcy – Müngersdorfer Stadion
- 3 czerwca – Hanower, Niemcy – AWD-Arena
- 6 czerwca – Paryż, Francja – Hippodrome de Vincennes
- 13 czerwca – Londyn, Anglia – Stadion Wembley
- 14 czerwca – Manchester, Anglia – Maine Road
- 16 czerwca – Gateshead, Anglia – Gateshead International Stadium
- 20 czerwca – Würzburg, Niemcy – Talavera-Mainwiese
- 21 czerwca – Bazylea, Szwajcaria – St. Jakob-Stadion
- 23 czerwca – Rotterdam, Holandia – Feijenoord Stadion
- 27 czerwca – Turyn, Włochy – Stadio delle Alpi
- 30 czerwca – Sewilla, Hiszpania – Estadio Benito Villamarín
- 2 lipca – Lizbona, Portugalia – Estádio José Alvalade

### Ameryka Północna – część 3 (z udziałemMetalliki)
- 8 lipca – Montreal, Kanada – Olympic Stadium
- 17 lipca – Waszyngton, USA – RFK Stadium
- 18 lipca – East Rutherford, New Jersey, USA – Giants Stadium
- 21 lipca – Pontiac, Michigan, USA – Pontiac Silverdome
- 22 lipca – Indianapolis, Indiana, USA – Hoosier Dome
- 25 lipca – Orchard Park, Nowy Jork, USA – Rich Stadium
- 25 lipca – Avondale, Arizona, USA – Phoenix International Raceway
- 26 lipca – Pittsburgh, Pensylwania, USA – Three Rivers Stadium
- 27 lipca – Las Cruses, Nowy Meksyk, USA – Aggie Memorial Stadium
- 29 lipca – Nowy Orlean, Luizjana, USA – Louisiana Superdome
- 2 września – Orlando, Floryda, USA – Citrus Bowl
- 4 września – Houston, Teksas, USA – Astrodome
- 5 września – Irving, Teksas, USA – Texas Stadium
- 7 września – Kolumbia, Karolina Południowa, USA – Williams-Brice Stadium
- 9 września – Los Angeles, Kalifornia, USA – Pauley Pavillion
- 11 września – Foxborough, Massachusetts, USA – Foxboro Stadium
- 13 września – Toronto, Kanada – Exhibition Stadium
- 15 września – Minneapolis, Minnesota, USA – Hubert H. Humprey Metodrome
- 17 września – Kansas City, Missouri, USA – Arrowhead Stadium
- 19 września – Denver, Kolorado, USA – Mile High Stadium
- 24 września – Oakland, Kalifornia, USA – Oakland Coliseum
- 27 września – Los Angeles, Kalifornia, USA – Los Angeles Memorial Coliseum
- 30 września – San Diego, Kalifornia, USA – Jack Murphy Stadium
- 3 października – Pasadena, Kalifornia, USA – Rose Bowl
- 6 października – Seattle, Waszyngton, USA – Kingdome

### Ameryka Południowa
- 25 listopada – Caracas, Wenezuela – Poliedro de Caracas
- 27 i 30 listopada – Bogota, Kolumbia – Estadio El Campin
- 2 grudnia – Santiago, Chile – Estadio Nacional
- 5 i 6 grudnia – Buenos Aires, Argentyna – Estadio Monumental
- 10, 12 i 13 grudnia – São Paulo, Brazylia – Estacionamento Do Anhembi

## Koncerty w 1993

### Japonia
- 12, 14 i 15 stycznia

### Australia
- 30 stycznia – Sydney, Australia – Eastern Creek Raceway
- 1 lutego – Melbourne, Australia – Calder Park Raceway
- 6 lutego – Auckland, Nowa Zelandia – Mount Smart Stadium

### Ameryka Północna
- 23 lutego – Austin, Texas, USA – Frank Erwin Center
- 25 lutego – Birmingham, Alabama, USA – Civic Center Coliseum
- 6 marca – New Haven, Connecticut, USA New Haven Coliseum
- 8 marca – Portland, Maine, USA – Cumberland County Civic Center
- 9 marca – Hartford, Connecticut, USA – Hartford Civic Center
- 12 marca – Hamilton, Kanada – Copps Coliseum
- 16 marca – Augusta, Maine, USA – Augusta Civic Center
- 17 marca – Boston, Massachusetts, USA – Boston Garden
- 20 marca – Iowa City, Iowa, USA – Carver-Hawkeye Arena
- 21 marca – Fargo, Dakota Północna, USA – Fargodrome
- 24 marca – Winnipeg, Kanada – Winnipeg Arena
- 26 marca – Saskatoon, Kanada – Saskatchewan Place
- 28 marca – Edmonton, Kanada – Northlands Coliseum
- 30 marca – Vancouver, Kanada – British Columbia Place
- 1 kwietnia – Portland, Oregon, USA – Portland Coliseum
- 3 kwietnia – Sacramento, Kalifornia, USA – ARCO Arena
- 4 kwietnia – Reno, Nevada, USA – Lawlor Events Center
- 7 kwietnia – Salt Lake City, Utah, USA – Delta Center
- 9 kwietnia – Rapid City, Dakota Południowa, USA – Rushmore Plaza Civic Center
- 10 kwietnia – Omaha, Nebraska, USA – Omaha Civic Auditorium
- 13 kwietnia – Auburn Hills, Michigan, USA – The Palace of Auburn Hills
- 16 kwietnia – Chapel Hill, Karolina Północna, USA – Dean Smith Center
- 18 kwietnia – Virginia Beach, Virginia, USA – Virginia Beach Amphiteatre
- 21 kwietnia – Guadalajara, Meksyk – Estadio Jalisco
- 23, 24, 27 i 28 kwietnia – Meksyk (miasto), Meksyk – Palacio de los Deportes

### Europa
- 22 maja – Tel Awiw, Izrael – Jarkon Park
- 24 maja – Ateny, Grecja – Stadion Olimpijski
- 26 maja – Stambuł, Turcja – BJK İnönü Stadı
- 29 i 30 maja – Milton Keynes, Anglia – National Bowl
- 2 czerwca – Wiedeń, Austria – Praterstadion
- 5 i 6 czerwca – Nijmegen, Holandia – Goffertpark
- 8 czerwca – Kopenhaga, Dania – Gentofte Stadion
- 10 czerwca – Oslo, Norwegia – Valle Hovin
- 12 czerwca – Sztokholm, Szwecja – Stadion Olimpijski
- 16 czerwca – Bazylea, Szwajcaria – Fussbalstadion St. Jakub
- 18 czerwca – Brema, Niemcy – Weserstadion
- 19 czerwca – Kolonia, Niemcy – RheinEnergieStadion
- 22 czerwca – Karlsruhe, Niemcy – Wildparkstadion
- 25 czerwca – Frankfurt, Niemcy – Commerzbank-Arena
- 26 czerwca – Monachium, Niemcy – Stadion Olimpijski
- 29 i 30 czerwca – Modena, Włochy – Stadio Alberto Braglia
- 5 lipca – Barcelona, Hiszpania – Estadi Olímpic Lluís Companys
- 6 lipca – Madryt, Hiszpania – Estadio Vicente Calderón
- 9 lipca – Lyon, Francja – Halle Tony Garnier
- 11 lipca – Werchter, Belgia – Rock Werchter Festival
- 13 lipca – Paryż, Francja – Palais Omnisports de Bercy

### Ameryka Południowa
- 16 i 17 lipca – Buenos Aires, Argentyna – Estadio Monumental

## Muzycy
- Axl Rose – wokal prowadzący, wokal podkładający, pianino, gitara w „Dead Horse”
- Slash – gitara prowadząca, wokal podkładający
- Izzy Stradlin – gitara rytmiczna, wokal podkładający, wokal prowadzący w „14 Years”, „Dust N'Bones”, „You Ain’t The First” i „Double Talkin' Jive” (udział w 1991 i przez krótki czas w 1993)
- Duff McKagan – bas, wokal podkładający, wokal prowadzący w „So Fine” i „Attitude”
- Matt Sorum – bębny, perkusja, wokal podkładający
- Gilby Clarke – rytmiczna gitara, wokal podkładający
- Dizzy Reed – keyboardy, pianino, organy, syntezatory, perkusja, wokal podkładający

## Muzycy dodatkowi
- Teddy Andreadis – keyboard, wokal podkładający, harmonijka ustna, perkusja
- Roberta Freeman – wokal podkładający (1992 – 1993)
- Traci Amos – wokal podkładający (1992 – 1993)
- Diane Jones – wokal podkładający (w 1992 roku w Ameryce Południowej w miejscu Traci Amos)
- Cece Worrall – rogi (1992 – 1993)
- Anne King – rogi (1992 – 1993)
- Lisa Maxwell – rogi (1992 – 1993)

## Artyści supportujący Guns N’ Roses
- Soundgarden
- Faith No More
- Skid Row
- Smashing Pumpkins
- Blind Melon
- Brian May
- Nine Inch Nails
- Body Count